# Shaine Casas
Shaine Casas, född 25 december 1999, är en amerikansk simmare.

## Karriär
I december 2021 vid kortbane-VM i Abu Dhabi tog Casas guld på 100 meter ryggsim och silver på 200 meter ryggsim. Han var även en del av USA:s kapplag som tog guld på 4×50 meter medley, silver på 4×50 meter mixed medley och 4×100 meter medley samt brons på 4×100 meter frisim.
I juni 2022 vid VM i Budapest tog Casas brons på 200 meter ryggsim. I december 2022 vid kortbane-VM i Melbourne tog han silver på 200 meter ryggsim samt var en del av USA:s kapplag som tog guld på 4×50 meter mixed medley, silver på 4×50 meter medley och brons på 4×100 meter frisim.
I februari 2024 vid VM i Doha var Casas en del av USA:s kapplag som tog brons på 4×100 meter frisim. Han erhöll även guld på 4×100 meter medley och brons på 4×200 meter frisim efter att ha simmat försöksheaten i båda grenarna där USA sedermera tog medaljer i finalerna.